# Santa Monica ’72
Santa Monica ’72 — концертный альбом британского рок-музыканта Дэвида Боуи, записанный в Santa Monica Civic Auditorium 20 октября 1972 года во время турне Ziggy Stardust Tour. Первоначально содержимое альбома было записано из радиопередачи KMET FM, и фигурировало в качестве бутлега в течение более 20 лет; запись была выпущена официально (но без одобрения самого Боуи) лишь в середине 1990-х — лейблом Golden Years и Griffin Music в Великобритании и Соединённых Штатах соответственно. По словам биографа Дэвида Бакли, благодаря обладанию копией этого бутлега в 1970—1980-х можно было отличить «настоящего поклонника Боуи». Официальная версия концерта была выпущена в 2008 году лейблами EMI/Virgin, под названием Live Santa Monica ’72.

## Об альбоме
Santa Monica ’72 имеет сет-лист, совершенно отличный от того, который фигурировал в альбоме Ziggy Stardust: The Motion Picture (1983) (а именно тем, что, за исключением «The Jean Genie», в списке композиций нет песен из альбома Aladdin Sane, которые преобладали на концертах, к концу турне Ziggy Stardust Tour), который был записан и выпущен, спустя девять месяцев, таким же нелегальным способом до его официального релиза в 1983 году. Запись сделанная в Санта-Монике обычно считается лучшим примером концертного творчества Боуи периода Зигги Стардаста, как с точки зрения качества звука, так и уровня исполнения. В 1981 году обозреватели музыкального журнала New Musical Express Рой Карр и Чарльз Шаар Мюррей назвали его не просто «лучшим бутлегом исполнителя», но и «намного превосходящим любую из официальных записей Боуи» на тот момент — David Live (1974) и Stage (1978).
Впоследствии в Нидерландах было выпущено специальное издание на «золотом диске» с заключительным словом ди-джея, а в США издан ограниченный бокс-сет, в который входили футболка, цепочка для ключей и короткое видео. На самом деле это видео было не с шоу в Санта-Монике, а ранее не публиковавшееся кадры из немого цветного фильма, снятого на концерте в Данстейбле, 21 июня 1972 года. Видео было объединено с живой аудиозаписью концерта в Санта-Монике. Тираж бокс-сета составил 1000 экземпляров. Кроме того, в количестве 250 экземпляров, было выпущено издание в виде небольшой деревянной коробочки с изображением Боуи (вырезанным на крышке), и латунной табличкой с указанием персонального номера.
Этот полулегальный релиз был одним из серии релизов середины 1990-х, выпущенных MainMan, бывшей управляющей компанией Дэвида Боуи — с которой музыкант сотрудничал в 1970-х (другими были сборник RarestOneBowie и альбом Авы Черри и The Astronettes People from Bad Homes). Все эти релизы были выпущены без одобрения Боуи и никогда не переиздавались. Официальная версия концерта была выпущена в 2008 году лейблами EMI/Virgin, под названием Live Santa Monica ’72.

## Список композиций
Все песни написаны Дэвидом Боуи, за исключением отмеченных.
1. «Intro» — 0:15
2. «Hang on to Yourself» — 2:47
3. «Ziggy Stardust» — 3:24
4. «Changes» — 3:32
5. «The Supermen» — 2:57
6. «Life on Mars?» — 3:28
7. «Five Years» — 5:21
8. «Space Oddity» — 5:22
9. «Andy Warhol» — 3:58
10. «My Death» (Эрик Блау[англ.], Жак Брель, Морт Шуман) — 5:56
11. «The Width of a Circle» — 10:39
12. «Queen Bitch» — 3:01
13. «Moonage Daydream» — 4:38
14. «John, I’m Only Dancing» — 3:36
15. «I’m Waiting for the Man» (Лу Рид) — 6:01
16. «The Jean Genie» — 4:02
17. «Suffragette City» — 4:25
18. «Rock ’n’ Roll Suicide» — 3:17

## Участники записи
- Дэвид Боуи — ведущий вокал, гитара
- Мик Ронсон — гитара, вокал
- Тревор Болдер — бас-гитара
- Мик «Вуди» Вудманси — ударные
- Майк Гарсон — фортепиано

## Другие релизы
- В Бельгии альбом был выпущен с заключительным словом диджея под названием Ziggy Stardust and the Spiders from Mars «Live» в 1995 году.
- В Японии альбом был выпущен без вступления и заключительного слова диджея в 1997 году под названием Live 1972.
- Исполнение Боуи песни The Velvet Underground «Waiting for the Man» из этого концерта было использовано в фильме «Почти знаменит», а также включено в его официальный саундтрек[англ.].

## Чарты
В 1994 году Santa Monica ’72 занял 74-е место в национальном британском чарте UK Albums Chart.